# Крестовников, Иосиф Константинович
Ио́сиф Константи́нович Кресто́вников (ок. 1836— ?) — потомственный почётный гражданин, мануфактур-советник (1902), благотворитель.

## Биография
Из рода купцов Крестовниковых. Один из младших сыновей в многочисленной семье Константина Козьмича (1796—1841) и Надежды Александровны (1806—1862), дочери коммерции советника Александра Осиповича Москвина. Детство братьев прошло в родовом доме Крестовниковых у Покровских казарм, построенном дедом Козьмой Васильевичем, где обитало сразу несколько семейств. Но после ранней смерти мужа Надежда Александровна с сыновьями в 1845 году покинула дом и сняла флигель в Газетном переулке. В 1850 году Крестовниковы купили дом Алалыкина на Собачьей площадке за 10 тысяч рублей серебром, пристроили к нему флигель с кладовыми и конторским помещением наверху, в котором проживали до 1875 года.
По воспоминаниям одного из братьев, Николая: «Мы все были резвы, особенно я с Владимиром; Константин и Иосиф были более покойнаго характера». Не имея возможности справиться с семью сыновьями, мать отправила их к родственникам: Иосиф оказался у бабушки Авдотьи Григорьевны Москвиной (1780—1846). Начальное образование Осинька получил дома, позднее был отдан в реальное отделение 3-й гимназии на Лубянке, в которой уже обучались старшие братья. Однако систематического образования они не получили: старшие были вынуждены заняться семейным делом, а младших «матушка брала из гимназии раньше окончания курса и пристраивала к делу. По поводу этого она была вызвана директором, который увещевал её не брать детей из гимназии до окончания курса, но она не послушалась, держась того мнения, что мы и без-того потомственные почётные граждане и выходной аттестат нам никаких новых прав дать не может, а привыкнуть к делу надо время.» Учились братья посредственно, но были прилежны и усидчивы, «разве Иосиф немного ленился». Семен Владимирович Алексеев сообщал своим кузенам Александру и Константину Крестовниковым 9 августа 1846 года: «Братья ваши теперь держат экзамены. Об Иосифе и говорить нечего — палки да двойки со всех сторон так и валятся».
Постепенно и Иосифа Константиновича стали привлекать к семейным делам. Ещё в 1849 году старшие Крестовниковы вместе с дядей Александром Козьмичом образовали товарищество на вере «А. Крестовников с племянниками» (с 1855 года — «Братья Крестовниковы»). Крестовниковым принадлежала ткацкая Полянская фабрика (в селе Поляна Озерецкой волости), основанная в 1814 году и получавшая награды на мануфактурных выставках. Со временем предприятие стало убыточным, и с 1849 года началась ликвидация ткацкого дела: работа на фабрике постепенно сокращалась; остатки товара частью допродавались в лавках, частью на Нижегородской ярмарке. После смерти в 1850 году дяди и до 1854 года фабрикой занимался Иосиф Константинович, начав работу 16-летним юношей. Крестовниковы же начали строительство в Поляне бумаго-прядильной фабрики, открытой в 1850 году. Но и этот бизнес оказался под угрозой: из-за начала Крымской войны российские порты были блокированы, что затрудняло доставку американского хлопка через Мемель и Кёнигсберг. В 1854 году Иосиф вместе с братом Николаем Константиновичем были вынуждены отправиться в Оренбург за среднеазиатским (хивинским и бухарским) хлопком, который получил лестный отзыв и был дешевле.
Наша поездка в Оренбург за хлопком являлась в то время каким-то подвигом. Оренбург и Троицк представлялись тогда какою-то «terrа іncognitа», населенною дикарями. В повозке, в костюмах, напоминающих обитателей полярных стран, я, брат и два артельщика — Басов и Башков  — отправились в Казань с тем, чтобы в мае месяце пуститься оттуда в дальнейший путь.
Позднее братья разделились: Николай остался в Оренбурге, Иосиф с М. Л. Мешкичевым отправились в Троицк, где успели удачно купить партию. «Они жили там чисто-азиатскою степною жизнью: пили кумыс, жарили курганика, участвовали на бухарских туях, даваемых в их честь продавцами.» Торговля же в Оренбурге оказалась сопряжена с рядом трудностей: вспыхнула эпидемия холеры. «Азиатцы старались обмануть в весе, зашивая внутрь кип камни, мешки с песком, с пшеном, или старыя сёдла. Приступят, бывало, с криком на непонятном мне языке, чтоб я принимал у них хлопок вслед за сильным дождем или, наоборот, невозможно было их отыскать, точно они провалились сквозь землю, когда наступала сухая погода.»
В 1854 году братья заинтересовались стеариновым производством и начали строительство завода в Казани, руководил которым Иосиф Константинович. В начале января 1855 года братья Валентин и Иосиф, вместе с будущим директором завода П. П. Шуэном, отправились в Казань с целью купить там землю на имя вновь образовавшегося «Товарищества Братьев Крестовниковых и К», в состав которого вошел со своим капиталом Константин Константинович Куманин. В Казани была открыта контора, через которую новая фирма осуществляла свою деятельность. Её руководителями по очереди были Константин и Иосиф Крестовниковы, «заменяя один другого в случаях отъезда, заведовали заводопроизводством и наблюдали за точным исполнением установленного порядка, как в рабочих корпусах, так и в заводском хозяйстве и в общежитии рабочих». В поисках новых технологий в 1862 году Иосиф Константинович вместе с Карлом Августовичем Кибером отправился заграницу «с целью изучения дистилляционного способа обработки сала», который вскоре был применён на заводе. Учёный-химик А. С. Ключевич считал, что именно Иосиф Константинович Крестовников «… единственный, среди братьев, хорошо понимал технологию». Благодаря дистилляционному способу, внедрённому по его инициативе, исчезла необходимость в отбеливании стеариновых свечей, что в свою очередь способствовало снижению себестоимости производства. В 1872 году был внедрён и автоклавный способ.
В Казани братья активно участвовали и в общественной жизни города. Заводская молодежь устраивала пикники, катания на лодках по озеру Кабану, посещали балы, театр и оперу. Крестовниковы были инициаторами учреждений: купеческого клуба, казанской биржи, общества взаимной помощи приказчиков, первой частной газеты под названием «Казанский Биржевой Листок».
Иосиф Константинович, как и прочие «казанские братья» женился на бесприданнице. В 1870 году состоялось его венчание с девицей Анной Ефимовной Фёдоровой, брак был бездетен.
Постепенно братья в силу своего возраста выходили из дела: «Наши директора правления, Валентин и СергейКонстантиновичи, пришли к убеждению, что с наступлением старости поприще деятельности должно прекращаться, иначе старческая деятельность без энергии и отваги может только вредить делу». В 1887 году они отказались от постов, и общее собрание пайщиков выбрало в директора Владимира Константиновича и Григория Александровича Крестовниковых, а также Романа Ивановича Битта, а в кандидаты были выдвинуты Михаил Алексеевич Преображенский (супруг Екатерины Александровны Крестовниковой) и Савва Тимофеевич Морозов. При этом братья, кроме Владимира Константиновича, уступили им 433 пая по 700 рублей.
Иосиф Константинович много путешествовал, особенно в последние годы для поправки здоровья. «Ты знаешь, что Кавказ и Крым — моя слабость, и я всегда охотнее берусь за перо, когда речь заходит об этих наших, с женой, любимцах.»
Крестовниковы активно занимались благотворительностью.
Точная дата смерти и место захоронения Иосифа Константиновича Крестовникова неизвестны. По одним данным, по завещанию И. К. Крестовникова в феврале 1905 года уже был создан фонд помощи нуждающимся рабочим, то есть после его смерти. По другим сведениям, в 1914 году Иосиф Константинович пожертвовал 44 тысячи рублей Московскому городскому общественному управлению «на нужды раненых».

### Комментарии
1. ↑  Н. К. Крестовников в своей книге «Семейная хроника Крестовниковых» (стр. 7) указал дату рождения брата 5-го ноября 1834 года. Но в представленной в этой же книге выписке из «Материалов для истории Московского купечества» Т. 8-й (307) от 1850-го года сентября 13-го указаны: «Владимир 17 лет, Сергей 13 лет, Иосиф 11 лет». А в т. 9 (стр. 281): «Владимир 24 лет, Иосиф
20 лет, Сергей 18 лет;»[1]